# Projekt Manhattan

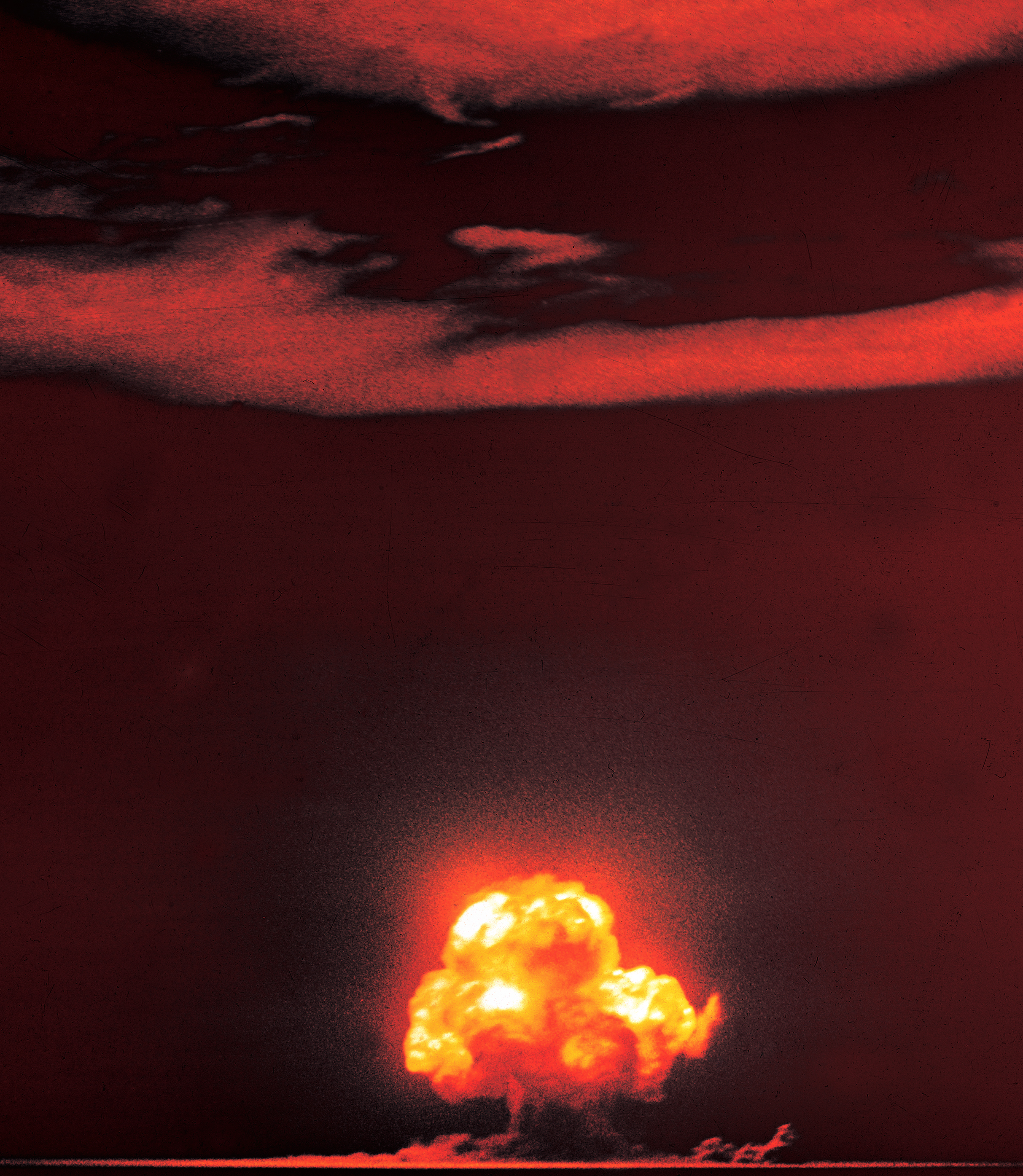
Test Trinity – pierwszy wybuch jądrowy wywołany przez człowieka.

Projekt Manhattan (ang. Manhattan Project) lub Program Manhattan, noszący oficjalną nazwę Manhattan Engineering District (MED) – amerykański rządowy, tajny program badawczy, którego celem było uzyskanie energii jądrowej i wykorzystanie jej do produkcji nowego typu broni. Program został zapoczątkowany w 1942 roku na polecenie prezydenta Franklina Delano Roosevelta, wykorzystano w nim jednak rezultaty przedwojennych amerykańskich prac zmierzających do wykorzystania energii jądrowej dla napędu okrętów, w tym metodę separacji izotopu uranu 235U. Badania prowadzono w 3 ośrodkach: na Uniwersytecie Columbia w Nowym Jorku, Uniwersytecie Chicagowskim i Uniwersytecie Kalifornijskim w Oakland. Konstrukcję bomby opracowano w Los Alamos National Laboratory pod kierunkiem Roberta Oppenheimera. Program miał też swoją część zmierzającą do opracowania sposobów niedestrukcyjnego użycia energii atomowej, dzięki czemu opracowano konstrukcje i wyprodukowano pierwsze reaktory jądrowe.

## Geneza programu

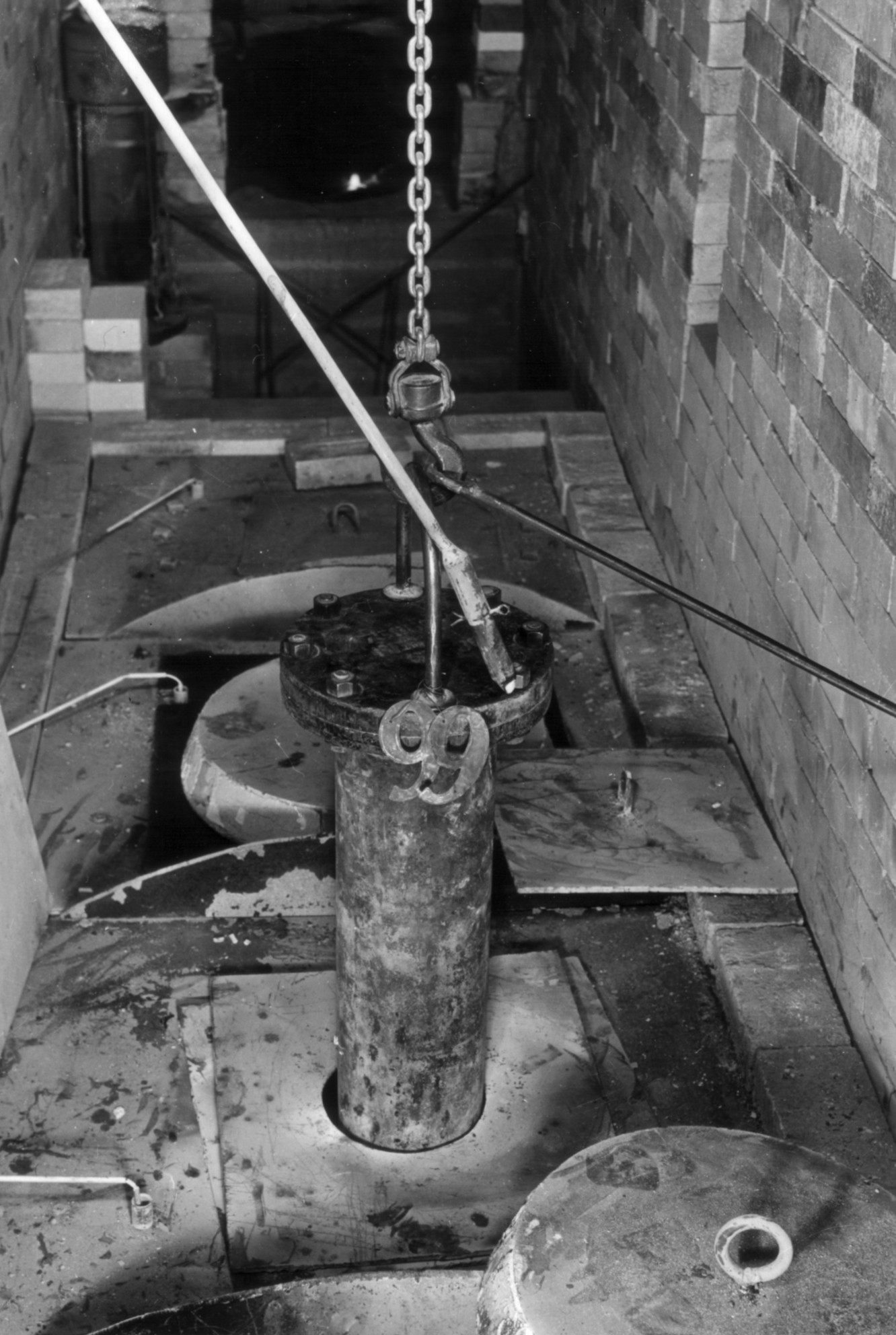
Naczynie ciśnieniowe zawierające halogenki uranu przygotowywane do obróbki w celu otrzymania czystego uranu.

W 1938 roku Otto Hahn i Fritz Strassmann odkryli możliwość uwolnienia gigantycznej ilości energii przez rozszczepienie jądra atomu. Wywołało to ekscytację naukowców na całym świecie. Jednym z nich był dr George Pegram z Uniwersytetu Columbia – jeden z wiodących fizyków w Stanach Zjednoczonych. W 1939 roku Pegram zwrócił się do kadm. Harolda G. Bowena, szefa Biura Inżynieryjnego Pary marynarki wojennej Stanów Zjednoczonych, kontrolującego laboratorium badawcze Naval Research Laboratory (NRL), z prośbą o spotkanie z naukowcami marynarki w celu przedyskutowania możliwości praktycznego wykorzystania tego procesu. Skutkiem tego spotkania było powstanie planów napędu nuklearnego dla okrętów United States Navy. Jednym z uczestników tego spotkania był dr Ross Gunn, innowator i szef działu mechaniki laboratorium elektrycznego. Gunn wystąpił do adm. Bowena o przyznanie funduszu w wysokości 1500 dolarów na rozpoczęcie prac nad rozszczepianiem jąder atomowych. Środki te zostały przyznane i stanowiły pierwsze 1,5 tysiąca dolarów wydane przez Stany Zjednoczone na program nuklearny. Po przeprowadzeniu wstępnych badań Gunn sporządził pierwszy raport dla marynarki wojennej na temat napędu nuklearnego okrętów podwodnych. Raport ten wyprzedził o cztery miesiące skierowany do prezydenta Stanów Zjednoczonych Franklina Delano Roosevelta słynny list Alberta Einsteina oraz Leó Szilárda, wzywający do rozpoczęcia przez ten kraj programu konstrukcji broni jądrowej. 1 czerwca 1939 roku, w swoim memorandum skierowanym do Dyrektora Naval Research Laboratory, Gunn stwierdził, iż okrętowa siłownia atomowa nie będzie wymagała tlenu, znacznie też zwiększy zasięg i możliwości bojowe okrętów podwodnych. Zapowiedział również, że zespół programu napędu nuklearnego będzie musiał zmierzyć się z wieloma problemami i niewiadomymi, przede wszystkim odkryć sposób wydzielenia z naturalnego uranu jego lżejszego izotopu 235U, którego jądra w wyniku bombardowania neutronami ulegają rozszczepieniu. Po sporządzeniu tego raportu, Gunn skupił się głównie na rozwiązaniu tego problemu.
Naval Research Laboratory zaprosiło do udziału w programie wiele cywilnych ośrodków akademickich i badawczych z zadaniem opracowania praktycznej metody separacji nieuchwytnego izotopu 235U. Od stycznia 1941 roku zaczął nad tym problemem pracować także Philip Abelson z Carnegie Institution for Science. W lipcu tego samego roku Abelson został pracownikiem Naval Research Laboratory, gdzie wraz z Gunnem opracował relatywnie prostą i skuteczną metodę separacji izotopu 235U.
Podczas gdy US Navy i inne amerykańskie instytucje stawiały pierwsze kroki ku erze atomowej, amerykańskie społeczeństwo poznawało pierwsze szczegóły potencjału energii atomowej. W 1940 roku pisarz naukowy William Laurence opublikował w „Saturday Evening Post” artykuł na temat „odkrycia nowego źródła energii, miliony razy większego niż wszystko znane na Ziemi”. Po dokonaniu opisu dotychczasowych badań w tym zakresie Laurence napisał: „jest mało prawdopodobne, aby tego rodzaju energia dała się wykorzystać w eksplozji”'. W nieco naiwnej propozycji napisał też:
„pięciofuntowa [2,26 kg] bryła [uranu] o 10–50% czystości wystarczy, by statek pasażerski lub okręt podwodny przepłynął tam i z powrotem przez siedem mórz bez ponownego zaopatrywania się w paliwo”.

## Budowa bomby atomowej

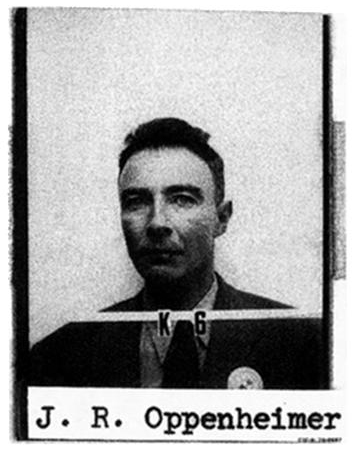
Robert Oppenheimer, kierownik projektu.

Wraz z rozwojem wydarzeń wojennych w Europie Stany Zjednoczone zaczęły obawiać się rozwijanego przez Niemcy programu atomowego, w związku z czym – wraz z Wielką Brytanią – podjęły wspólny program budowy bomby atomowej. Program ten spowodował praktycznie zatrzymanie prac marynarki nad napędem jądrowym, jednakże wyniki przeprowadzonych na małą skalę prac Gunna i Abelsona w Filadelfii zostały natychmiast przejęte przez projekt Manhattan i zaadaptowane do wykorzystania na skalę masową w Oak Ridge w stanie Tennessee. Rozpoczęcie Projektu Manhattan było możliwe dzięki dostarczeniu w 1940 r. z Kongo do USA 1250 ton bogatej rudy uranu. Dostawę zrealizowało belgijskie przedsiębiorstwo „Union Miniere du Haut Katanga”. W 1943 roku główny ośrodek badań przeniesiono do tajnego laboratorium w Los Alamos, w roku 1945 zakończono produkcję pierwszej bomby atomowej, zaś 16 lipca przeprowadzono jej eksplozję na poligonie wojskowym w stanie Nowy Meksyk. Był to prawdopodobnie pierwszy w dziejach ludzkości wybuch bomby jądrowej. Eksperyment, którego podstawą była detonacja ładunku, otrzymał kryptonim Trinity, bombę zaś nazwano Gadget. Według szacunków siła wybuchu ładunku plutonu wykorzystanego w bombie nie miała przekroczyć 500 ton trotylu (inaczej TNT). W trakcie wybuchu odnotowano siłę odpowiadającą wybuchowi 18 600 ton TNT. Podobne opracowane w programie konstrukcje zostały wykorzystane przeciwko Japonii w ataku na Nagasaki. Trzy dni wcześniejszy atak na Hiroszimę został przeprowadzony przy użyciu bomby innej konstrukcji, opracowanej również podczas tego programu.

## Program Manhattan w części niedestrukcyjnej

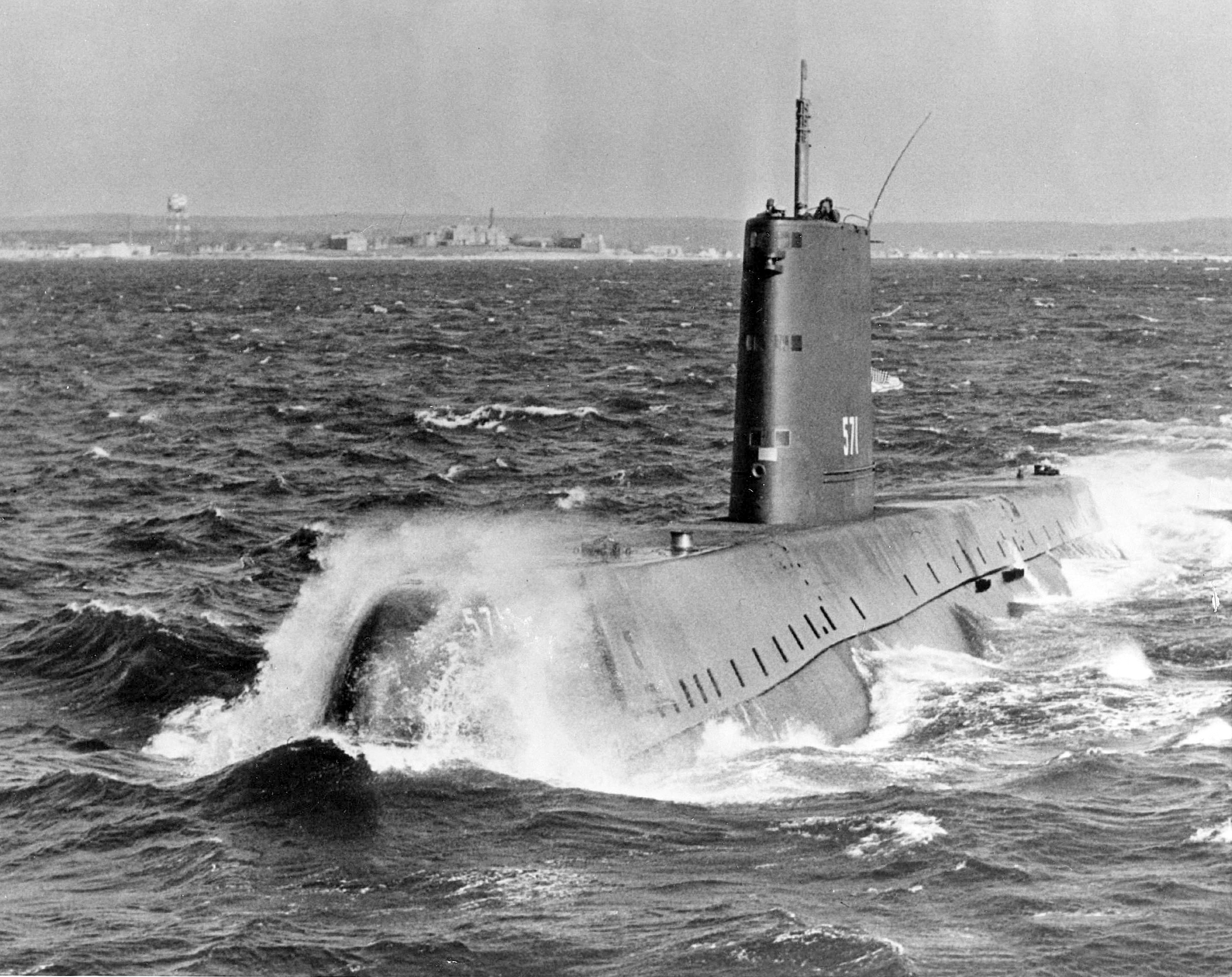
USS „Nautilus” (SSN-571) – pierwszy na świecie okręt podwodny napędzany energią jądrową powstały w dużej mierze dzięki pracom w ramach MED

W sierpniu 1944 roku, szef projektu Manhattan, generał Leslie Groves powołał pięcioosobowy komitet w celu określenia możliwości niedestrukcyjnego użycia energii atomowej. Przewodniczącym komitetu został długoletni dziekan California Institute of Technology i szef doradców naukowych generała Grovesa dr Richard S. Tolman.
Innymi członkami komitetu zostało dwóch cywilów oraz dwaj oficerowie marynarki: kadm. Earle W Mills – asystent szefa Bureau of Ships (BuShips), powstałego z połączenia Biura Inżynieryjnego Pary z Biurem Konstrukcji i Napraw, oraz kpt. Thorwald A. Solberg – także z BuShips. W sierpniu tego samego roku, członkowie komitetu spotkali się w Naval Research Laboratory z Gunnem i Abelsonem, którzy przekonywali, że program napędu jądrowego powinien uzyskać najwyższy priorytet w sporządzanym przez komitet raporcie. W grudniu 1944 roku, siedem miesięcy przed pierwszą próbą atomową, komisja sporządziła swój formalny raport, w którym zaznaczyła:
„rząd powinien rozpocząć i wspierać pilny projekt oraz studia badawczo-rozwojowe zmierzające do zapewnienia energii ze źródeł nuklearnych dla okrętów marynarki”.
Rok później, po zakończeniu wojny, Senat Stanów Zjednoczonych powołał Specjalną Komisję Energii Atomowej, przed którą zeznania składał m.in. Ross Gunn. W swoim oświadczeniu Gunn stwierdził m.in. „najważniejszym zadaniem energii atomowej jest obracać koła Ziemi i napędzać okręty”. Już pod koniec tego samego roku sprawą napędu nuklearnego zajmowało się wielu amerykańskich uczonych i inżynierów, którzy rozważali możliwość budowy okrętów podwodnych napędzanych energią jądrową. Prace te doprowadziły do powstania pierwszej praktycznie działającej jądrowej siłowni okrętu USS „Nautilus”.

## Osoby biorące udział w projekcie
W projekcie brali udział m.in. (większość wymienionych to nobliści):

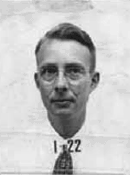
Luis Walter Alvarez (noblista 1968)
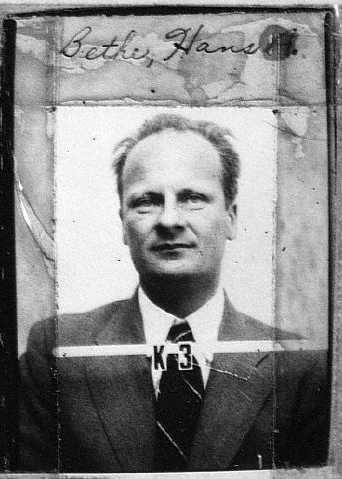
Hans Bethe (noblista 1967)
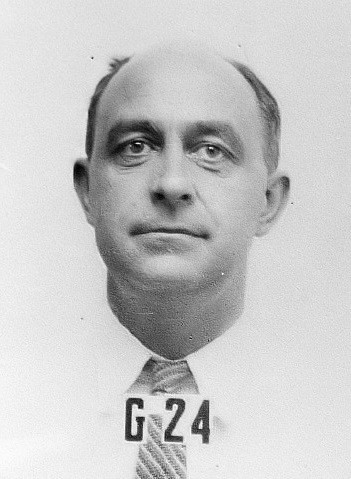
Enrico Fermi (noblista 1938)
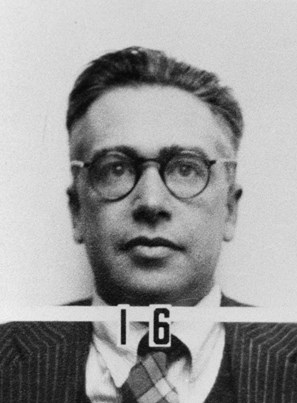
Emilio Segrè (noblista 1959)
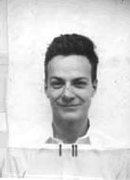
Richard Feynman (noblista 1965)
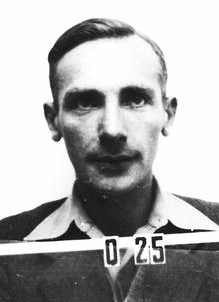
Józef Rotblat (noblista 1995)
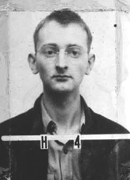
Owen Chamberlain (noblista 1959)
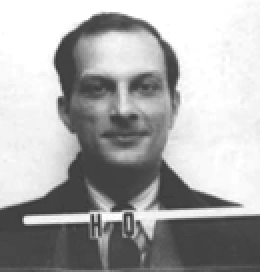
Stanisław Ulam
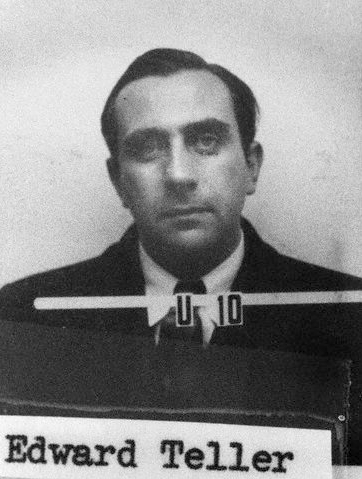
Edward Teller
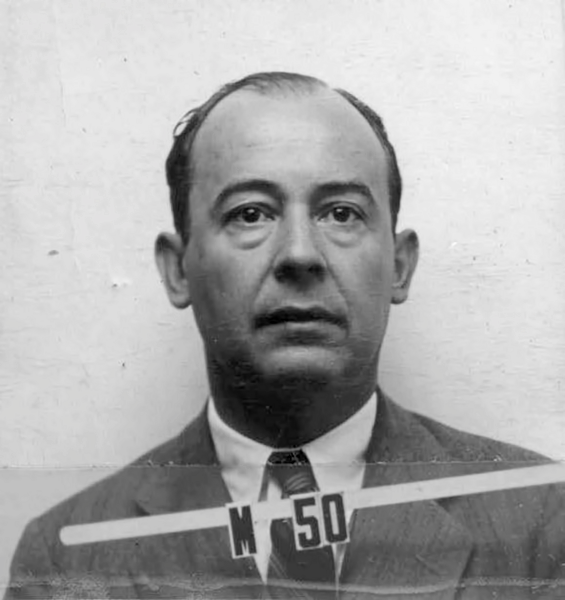
John von Neumann
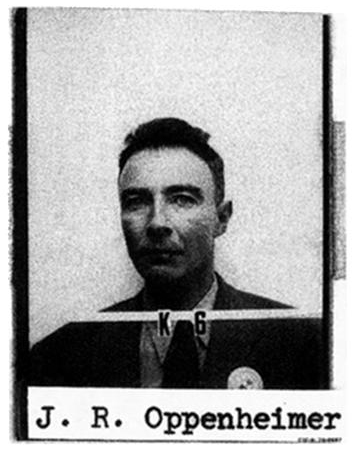
J. Robert Oppenheimer
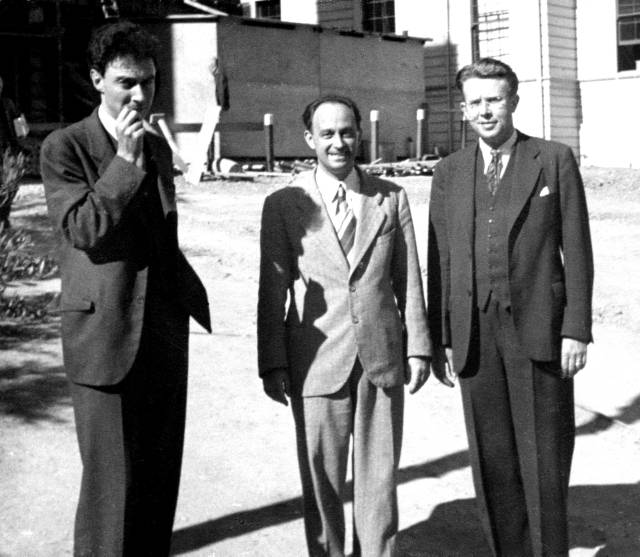
Oppenheimer, Enrico Fermi i Ernest Lawrence
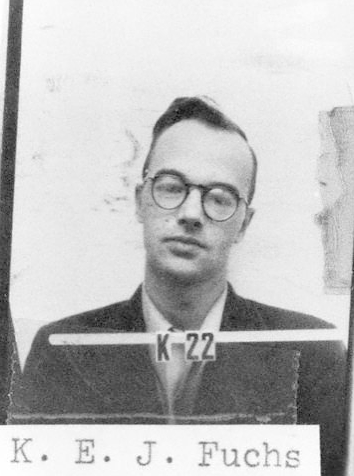
Klaus Fuchs

oraz:

- Niels Bohr – noblista 1922
- Max Born – noblista 1954
- Felix Bloch – noblista 1952
- James Chadwick – noblista 1935
- James Franck – noblista 1925
- James Rainwater – noblista 1975
- Otto Stern – noblista 1943
- Glenn Theodore Seaborg – noblista 1951
- Eugene Wigner – noblista 1963
- Ernest Lawrence – noblista 1939
- Willard Libby – noblista 1960
- Maria Göppert-Mayer – noblistka 1963
- Edwin Mattison McMillan – noblista 1951
- Philip Abelson
- Gordon Gould
- Richard Hamming
- Miklós Kürti
- Paul Nemenyi
- Stanisław Mrozowski
- Louis Slotin
- Leó Szilárd
- Chien-Shiung Wu
- Victor Weisskopf
- George Kistiakowsky